# Coppa Korać 1989-1990
La Coppa Korać 1989-1990 di pallacanestro maschile venne vinta dalla Joventut de Badalona, al secondo successo nella competizione.

## Risultati

### Turno preliminare
| Team #1                     | Agg.      | Team #2                | Andata  | Ritorno |
| --------------------------- | --------- | ---------------------- | ------- | ------- |
| Montpellier                 | 227 - 187 | Zalaegerszegi          | 131-96  | 96-91   |
| Hapoel Haifa                | 140 - 161 | Phonola Juvecaserta    | 75-81   | 65-80   |
| WAT Wieden                  | 113 - 191 | Efes Pilsen            | 66-80   | 47-111  |
| TJ Sparta Praga             | 161 - 163 | Bellinzona             | 88-83   | 73-80   |
| Oroszlányi Bányász Budapest | 167 - 198 | Paşabahçe              | 81-98   | 88-100  |
| Īraklīs Salonicco           | 161 - 158 | Stella Rossa Belgrado  | 99-81   | 62-77   |
| Maccabi Bruxelles           | 198 - 186 | Galatasaray Colonia    | 110-100 | 88-86   |
| Spartak Pleven              | 160 - 251 | Zadar                  | 72-119  | 68-132  |
| Oldham Celtics              | 186 - 201 | Monaco                 | 88-112  | 98-91   |
| BBC Nyon                    | 157 - 212 | CAI Saragozza          | 79-96   | 78-116  |
| Tungsram Budapest           | 173 - 169 | ToPo Helsinki          | 103-95  | 70-74   |
| Achilléas                   | 118 - 262 | Pitch Cholet           | 64-124  | 54-138  |
| Beslenspor                  | 179 - 196 | TTL Bamberg            | 111-92  | 68-104  |
| Pezoporikos Larnaca         | 165 - 218 | Paniónios Atene        | 88-99   | 77-119  |
| DTV Charlottenburg          | 138 - 187 | Benetton Treviso       | 70-96   | 68-91   |
| Hapoel Galil Elyon          | 151 - 152 | Smelt Olimpia Lubiana  | 70-73   | 81-79   |
| Illiabum Club Ílhavo        | 167 - 181 | Monceau Jumet          | 84-75   | 83-106  |
| Hapoel Holon                | 152 - 151 | Panathinaikos          | 87-71   | 65-80   |
| Caja de Ronda Malaga        | 142 - 145 | Trane Castors Braine   | 75-80   | 67-65   |
| KR Reykjavík                | 118 - 105 | Hemel Royals Hempstead | 53-45   | 65-60   |
| Fribourg Olympic            | 164 - 204 | ÉB Orthez              | 94-102  | 70-102  |
| AB Contern                  | 132 - 191 | Valvi Girona           | 80-98   | 52-93   |
| Apollon Patrasso            | 134 - 172 | Hapoel Tel Aviv        | 75-79   | 59-93   |
| Fenerbahçe                  | 154 - 178 | Bosna                  | 86-92   | 68-86   |
| Möllersdorf Traiskirchen    | 133 - 176 | Ludwigsburg            | 81-84   | 52-92   |
| Inter Slovnaft Bratislava   | 180 - 133 | Værløse                | 100-62  | 80-71   |

### Primo turno
| Team #1           | Agg.      | Team #2                   | Andata | Ritorno    |
| ----------------- | --------- | ------------------------- | ------ | ---------- |
| Montpellier       | 195 - 213 | Phonola Juvecaserta       | 95-97  | 100-116    |
| Efes Pilsen       | 182 - 156 | Bellinzona                | 103-75 | 79-81      |
| Paşabahçe         | 150 - 155 | Īraklīs Salonicco         | 80-82  | 70-73      |
| Maccabi Bruxelles | 201 - 219 | Zadar                     | 96-103 | 105-116    |
| Monaco            | 166 - 174 | CAI Saragozza             | 89-79  | 77-95      |
| Tungsram Budapest | 132 - 190 | Pitch Cholet              | 72-89  | 60-101     |
| TTL Bamberg       | 155 - 182 | Paniónios Atene           | 66-86  | 89-96      |
| Benetton Treviso  | 148 - 167 | Smelt Olimpia Lubiana     | 80-83  | 68-84      |
| Monceau Jumet     | 169 - 209 | Joventut de Badalona      | 82-91  | 87-118     |
| Hapoel Holon      | 180 - 167 | Trane Castors Braine      | 93-93  | 87-74      |
| KR Reykjavík      | 153 - 199 | ÉB Orthez                 | 78-97  | 75-102     |
| Valvi Girona      | 181 - 193 | Libertas Enimont Livorno  | 100-92 | 81-101     |
| Hapoel Tel Aviv   | 167 - 183 | Scavolini Pesaro          | 79-78  | 88-105 dts |
| Hellas Gent       | 156 - 211 | Bosna                     | 78-100 | 78-111     |
| CSKA Mosca        | 210 - 182 | Ludwigsburg               | 108-94 | 102-88     |
| SKA Alma-Ata      | 178 - 164 | Inter Slovnaft Bratislava | 103-86 | 75-78      |

### Fase a gironi

#### Gruppo A
|    | Squadra             | G | V | P | PF  | PS  | Dif | P.ti |
| -- | ------------------- | - | - | - | --- | --- | --- | ---- |
| 1. | CSKA Mosca          | 6 | 4 | 2 | 514 | 477 | +37 | 10   |
| 2. | Bosna               | 6 | 4 | 2 | 544 | 519 | +24 | 10   |
| 3. | Phonola Juvecaserta | 6 | 4 | 2 | 492 | 475 | +17 | 10   |
| 4. | Īraklīs Salonicco   | 6 | 0 | 6 | 485 | 564 | -79 | 6    |

#### Gruppo B
|    | Squadra         | G | V | P | PF  | PS  | Dif | P.ti |
| -- | --------------- | - | - | - | --- | --- | --- | ---- |
| 1. | Efes Pilsen     | 6 | 4 | 2 | 540 | 524 | +24 | 10   |
| 2. | Paniónios Atene | 6 | 3 | 3 | 557 | 559 | -2  | 9    |
| 3. | SKA Alma-Ata    | 6 | 3 | 3 | 566 | 561 | +5  | 9    |
| 4. | Hapoel Holon    | 6 | 2 | 4 | 532 | 551 | -19 | 8    |

#### Gruppo C
|    | Squadra                  | G | V | P | PF  | PS  | Dif | P.ti |
| -- | ------------------------ | - | - | - | --- | --- | --- | ---- |
| 1. | Pitch Cholet             | 6 | 3 | 3 | 549 | 539 | +10 | 9    |
| 2. | Libertas Enimont Livorno | 6 | 3 | 3 | 539 | 541 | -2  | 9    |
| 3. | CAI Saragozza            | 6 | 3 | 3 | 495 | 498 | -2  | 9    |
| 4. | Smelt Olimpia Lubiana    | 6 | 3 | 3 | 548 | 553 | -5  | 9    |

#### Gruppo D
|    | Squadra              | G | V | P | PF  | PS  | Dif | P.ti |
| -- | -------------------- | - | - | - | --- | --- | --- | ---- |
| 1. | Joventut de Badalona | 6 | 5 | 1 | 544 | 507 | +37 | 11   |
| 2. | Scavolini Pesaro     | 6 | 5 | 1 | 575 | 520 | +55 | 11   |
| 3. | Zadar                | 6 | 1 | 5 | 557 | 574 | -17 | 7    |
| 4. | ÉB Orthez            | 6 | 1 | 5 | 496 | 571 | -75 | 7    |

### Quarti di finale
| Team #1                  | Agg.      | Team #2              | Andata | Ritorno |
| ------------------------ | --------- | -------------------- | ------ | ------- |
| Paniónios Atene          | 160 - 191 | CSKA Mosca           | 107-85 | 53-106  |
| Efes Pilsen              | 169 - 224 | Bosna                | 91-107 | 78-117  |
| Libertas Enimont Livorno | 168 - 170 | Joventut de Badalona | 88-87  | 80-83   |
| Pitch Cholet             | 169 - 206 | Scavolini Pesaro     | 75-102 | 94-104  |

### Semifinali
| Team #1    | Agg.      | Team #2              | Andata | Ritorno |
| ---------- | --------- | -------------------- | ------ | ------- |
| CSKA Mosca | 184 - 196 | Scavolini Pesaro     | 90-89  | 94-107  |
| Bosna      | 162 - 184 | Joventut de Badalona | 90-90  | 72-94   |

### Finale
| Team #1              | Agg.      | Team #2          | Andata | Ritorno |
| -------------------- | --------- | ---------------- | ------ | ------- |
| Joventut de Badalona | 195 - 184 | Scavolini Pesaro | 99-98  | 96-86   |

| Coppa Korać 1989-1990          |
| ------------------------------ |
| Joventut de Badalona 2º titolo |

## Formazione vincitrice
| N° | Naz.                   | Ruolo | Sportivo               |  | Alt. |  |
| -- | ---------------------- | ----- | ---------------------- |  | ---- |  |
| 4  | Spagna (bandiera)      | C     | Carlos Ruf             |  |      |  |
| 5  | Spagna (bandiera)      | P     | Rafael Jofresa         |  |      |  |
| 6  | Spagna (bandiera)      | P     | Tomás Jofresa          |  |      |  |
| 7  | Spagna (bandiera)      | AP    | Josep María Margall    |  |      |  |
| 8  | Spagna (bandiera)      | G     | Jordi Villacampa       |  |      |  |
| 9  | Stati Uniti (bandiera) | AG    | Reggie Johnson         |  |      |  |
| 10 | Spagna (bandiera)      | G     | José Antonio Montero   |  |      |  |
| 11 | Stati Uniti (bandiera) | C     | Lemone Lampley         |  |      |  |
| 12 | Spagna (bandiera)      | C     | Juan Antonio Morales   |  |      |  |
| 13 | Spagna (bandiera)      | A     | Dani Pérez             |  |      |  |
| 14 | Spagna (bandiera)      | G     | Antonio Medianero      |  |      |  |
| 15 | Spagna (bandiera)      | AG    | Pere Remón             |  |      |  |
|    | Spagna (bandiera)      | P     | Ferran López           |  |      |  |
|    | Spagna (bandiera)      |       | Robert Bellavista      |  |      |  |
|    | Spagna (bandiera)      | All.  | Pedro Martínez Sánchez |  |      |  |